# 国際連合安全保障理事会決議660
国際連合安全保障理事会決議660（こくさいれんごうあんぜんほしょうりじかいけつぎ660、英: United Nations Security Council Resolution 660）は、1990年8月2日に国際連合安全保障理事会で採択されたイラク・クウェート情勢に関する決議。略称はUNSCR660。

## 概要
国連安保理決議660は、湾岸戦争に関する決議で、決議採択当日の8月2日に行われたイラクのクウェート侵攻を非難し、同国に即時の無条件撤退を求めるもの。決議は賛成14：反対0：棄権1（イエメンは退席）で採択された。

## 主な内容
- イラクのクウェート侵攻は国際平和と安全に対する違反行為であることを認定
- 国連憲章第39条及び第40条に基づいて行動することを決定
- イラクに対し、クウェート侵攻を非難
- イラクに対し、1990年8月1日の配備地点まで同国部隊を即時に無条件で撤退することを要求
- イラク及びクウェート両国に対し、事態打開のための真摯な協議の開始を要請
- 理事会はこのための努力、とくにアラブ連盟による努力を全面的に支援することを約束
- 本決議の履行を確保するに質するその他手段を講じるため、必要に応じて理事会を招集することを決定